# 紅帶鏢鱸
紅帶鏢鱸為輻鰭魚綱鱸形目鱸亞目河鱸科的其中一種，分布於美國田納西州的Cumberland河及Duck河流域，體長可達6.8公分，棲息在岩石底質的溪流、水塘，屬肉食性，以水生昆蟲為食。